# WST Classic de Snooker de 2023
O WST Classic de 2023 será um torneio profissional de snooker [sinuca inglesa] que acontecerá de 16 a 22 de março na Morningside Arena, em Leicester, na Inglaterra. Organizado pelo World Snooker Tour [circuito mundial profissional], será o décimo terceiro de quinze eventos pontuáveis para o ranking da temporada de snooker de 2022–23. A prova terá a participação de 128 jogadores da turnê e distribuirá uma premiação total de 427 mil libras esterlinas, sendo 80 mil libras esterlinas a parte dedicada ao vencedor.

## Regulamento
| Fase(s)                     | Frames                                                            |
| Rodada 1 — Quartas de final | Melhor de 7 frames, vence quem ganha quatro (4–0 a possíveis 4–3) |
| Semifinal                   | Melhor de 9 frames, até cinco (5–0 a possíveis 5–4)               |
| Final                       | Melhor de 11 frames, até um ganhar seis (de 6–0 a possíveis 6–5)  |